# Gaggenau
Pour l’article homonyme, voir Gaggenau (marque).
Gaggenau est une ville d'Allemagne, peuplée d'environ 29 500 habitants, située dans le Land de Bade-Wurtemberg. Parmi les villes importantes aux environs de Gaggenau, on peut citer Carlsruhe, Rastatt, Gernsbach, Baden-Baden, Bühl.

## Géographie
Gaggenau se trouve de part et d'autre de la rivière Murg dans la transition de la vallée du Rhin à la Forêt-Noire. Le point le plus bas se trouve a une altitude de 137 m et le point le plus haut à 754 m (le Mauzenberg).

## Subdivisions

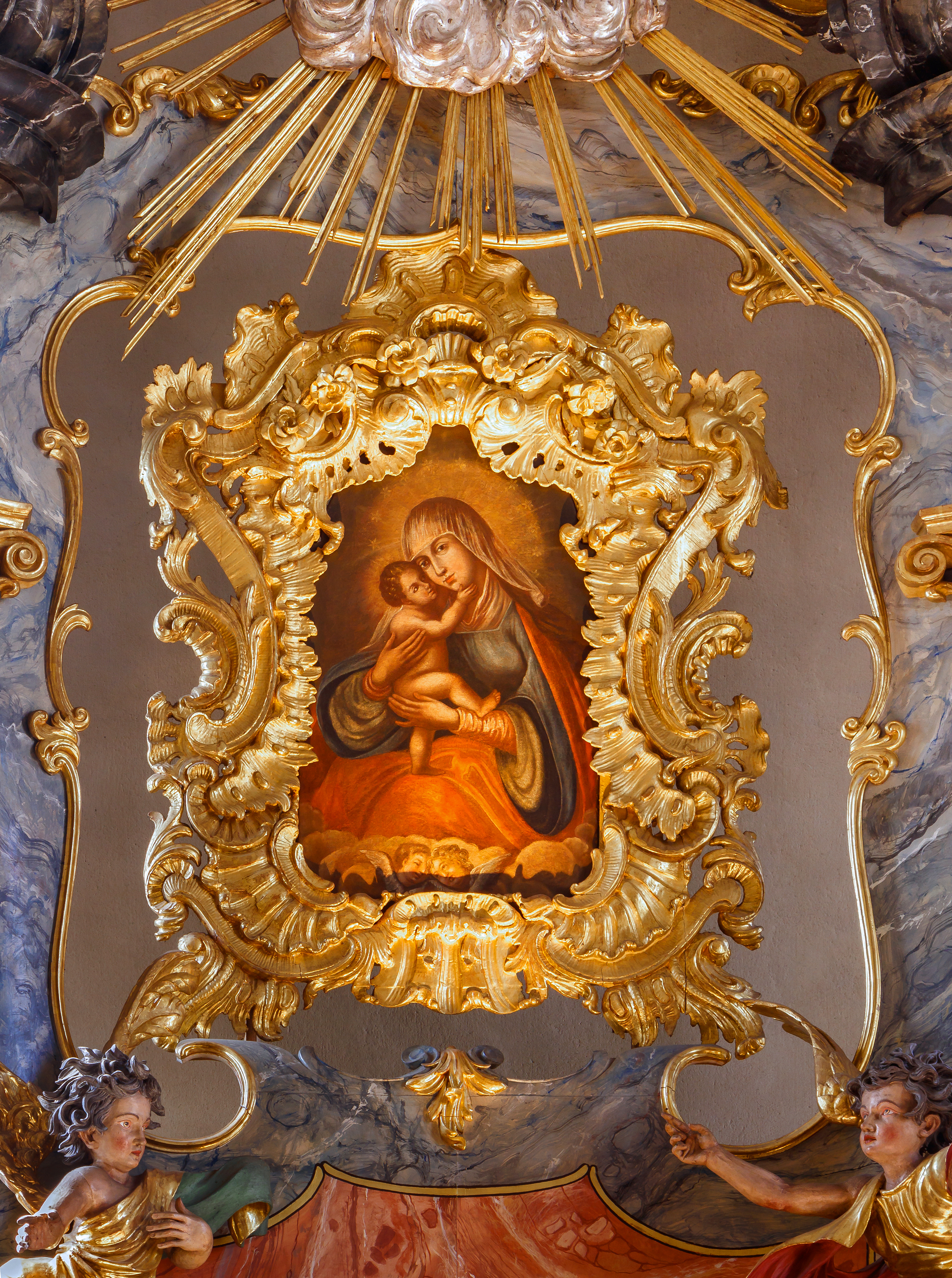
Une vierge à l'enfant, une copie d'un tableau de Lucas Cranach l'Ancien, dans une église Maria Hilf, destination d'un pèlerinage. L'église est située à Moosbronn, un village de Gaggenau. Mars 2022.

La ville de Gaggenau a progressivement annexé diverses localités environnantes :
- Ottenau (de) en avril 1935
- Bad Rotenfels en janvier 1970,
- Selbach (de) en avril 1970,
- Freiolsheim (de) en septembre 1971,
- Moosbronn (de) en septembre 1971,
- Mittelberg en septembre 1971,
- Oberweier en avril 1972,
- Niederweier (de) en avril 1972,
- Sulzbach (de) en avril 1973,
- Hörden (de) en janvier 1975,
- Michelbach en janvier 1975.

## Histoire
| Appartenances historiques Margraviat de Bade 1250-1535 Margraviat de Bade-Bade 1535-1771 Margraviat de Bade 1771-1803 Électorat de Bade 1803–1806 Grand-duché de Bade 1806–1918 République de Weimar 1918–1933 Reich allemand 1933–1945 Allemagne occupée 1945–1949 Allemagne 1949–présent |

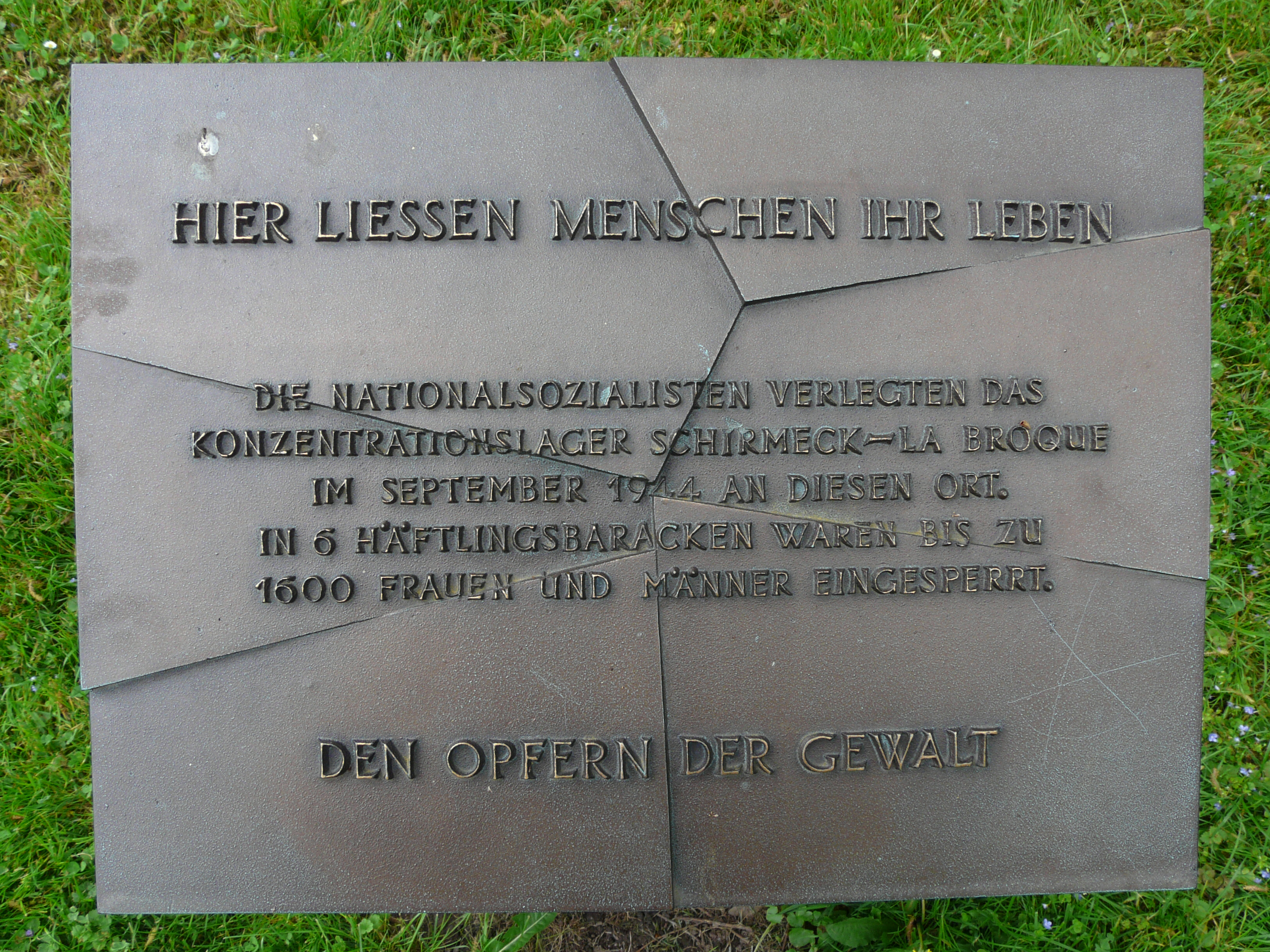
Détail de la plaque du souvenir.

En septembre 1944, dans ce qui est aujourd'hui le quartier Bad Rotenfels, les nazis créent des camps de sécurité, où ils transportent les détenus du camp de Schirmeck. À la fin du mois de novembre 1944, le camp compte 900 hommes et 160 femmes. Au total, 1 600 hommes et femmes furent internés dans six casernements pour travailler dans des usines, notamment celle de Daimler-Benz. Environ 500 d'entre eux sont morts. En 1985, une plaque souvenir est inaugurée en mémoire des victimes, en présence d'anciens prisonniers français. Un autre monument au cimetière de la forêt rappelle les 26 prisonniers assassinés. Beaucoup de détenus russes s'y trouvent également.
Pendant la Seconde Guerre mondiale, la ville est détruite à 70 %. Le 10 septembre 1944, 140 avions Boeing B-17 bombardent les usines d'automobile, suivis d’une deuxième attaque de 139 bombardiers B24 le 3 octobre 1944.

## Économie
Étant un petit village jusqu'au XIXe siècle c'est avec le début de l'industrialisation que Gaggenau connaîtra une montée de sa puissance économique. En 1873, l'industriel Michael Flürscheims y crée les Gaggenauer Eisenwerke (forges de Gaggenau). Cette entreprise construisit, à partir de 1895 des voitures de chemin de fer comme celles de l’Orient Express.
En 1922, les Eisenwerke sont rachetées par l'entreprise Benz, sise à Mannheim. Celle-ci fait agrandir le site pour y construire des camions. Aujourd'hui Daimler AG est le plus grand employeur avec environ 6 000 employés (dont beaucoup d'Alsaciens).

## Personnalités
- Günther Rall, né en 1918.

## Jumelages
- Annemasse (France) en Haute-Savoie
- Sieradz (Pologne), dans la Voïvodie de Łódź

## Cimetière

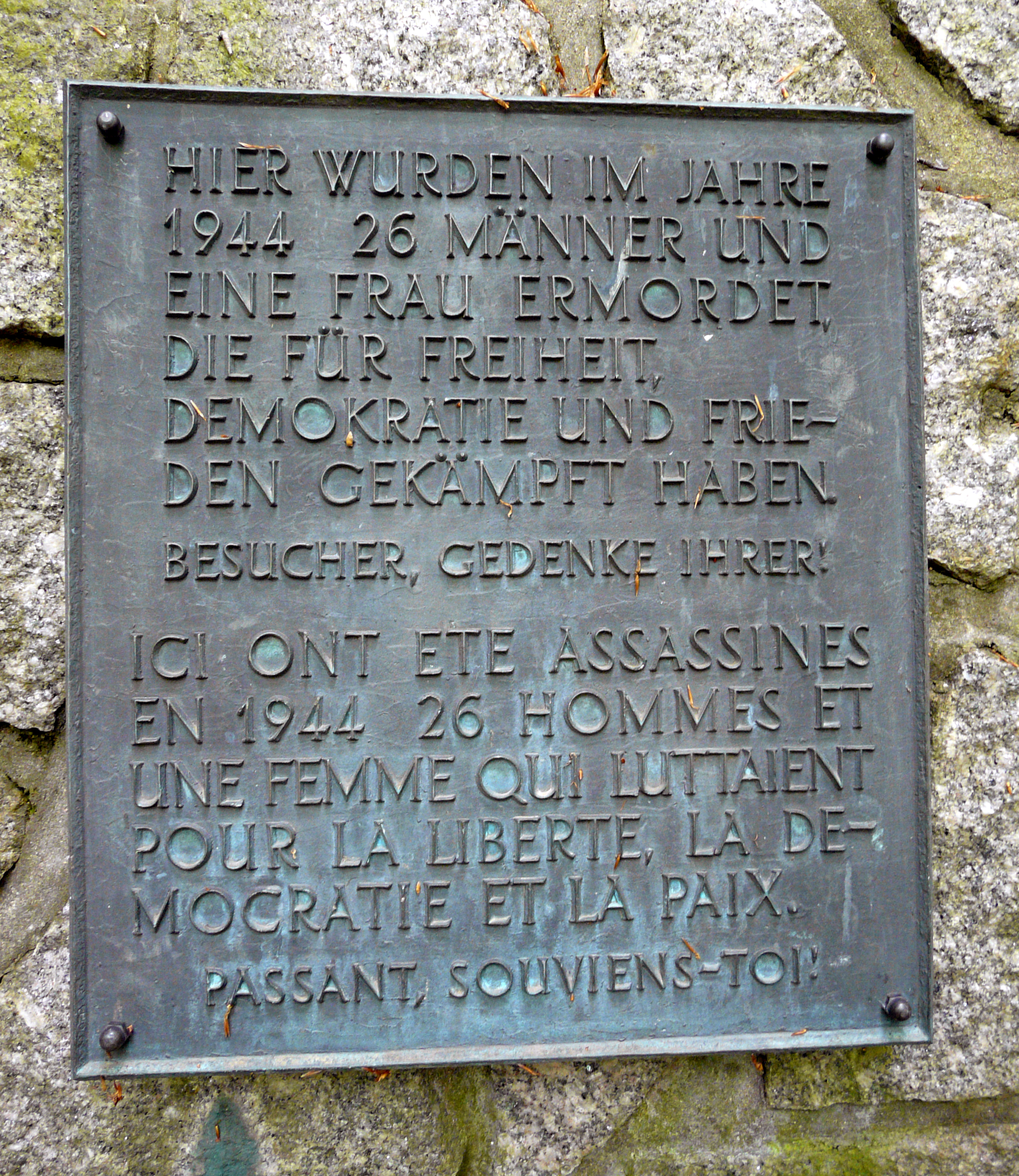
Plaque souvenir au cimetière de Bad Rotenfels en mémoire des 27 prisonniers exécutés.